# 喬治·福特
喬治·福特（英語：George Ford；1993年3月16日—）是一位英格蘭橄欖球運動員。2009年，他曾被BBC選為年度最佳新人橄欖球員。他是英格蘭國家橄欖球隊的一員，代表英格蘭參加了2015年世界盃橄欖球賽。